# Chiesa di Santo Stefano (Birori)
La chiesa di Santo Stefano è un edificio religioso ubicato a Birori, centro abitato della Sardegna centrale.
Consacrata al culto cattolico fa parte della parrocchia di Sant'Andrea, diocesi di Alghero-Bosa.

## Altri progetti

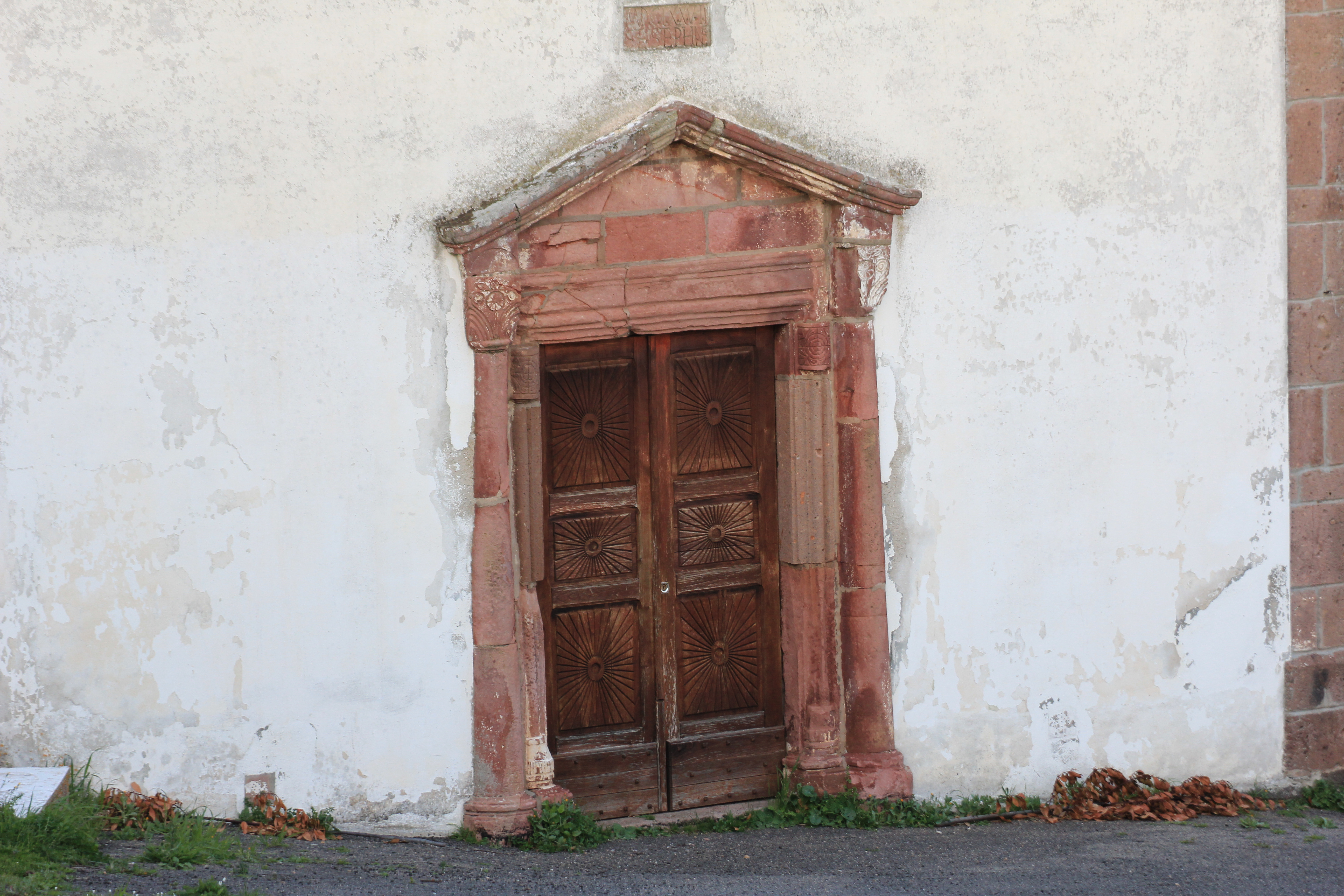